# Jennifer Murnane O'Connor
 (octobre 2020).
Si vous disposez d'ouvrages ou d'articles de référence ou si vous connaissez des sites web de qualité traitant du thème abordé ici, merci de compléter l'article en donnant les références utiles à sa vérifiabilité et en les liant à la section « Notes et références ».
Jennifer Murnane O'Connor est une personnalité politique irlandaise. Elle est Teachta Dála (députée) pour le Fianna Fáil depuis les élections générales de 2020, dans la circonscription de Carlow–Kilkenny. Elle était précédemment élue au Seanad Éireann (chambre haute du parlement) pour le Panel du travail de 2016 à 2020.